# Verkehrslehre
Verkehrslehre ist ein klassisches Fachgebiet der Polizeiwissenschaft, welches Studierenden das wesentliche Aufgabenfeld der polizeilichen Verkehrssicherheitsarbeit als unverzichtbares Element einer gesellschaftlichen Unfallpräventionsstrategie und damit als integralen Bestandteil der Inneren Sicherheit vermittelt.
Es wird in den Fachhochschulen der Länder sowie in der Deutschen Hochschule der Polizei gelehrt.